# Священная война
«Свяще́нная война́» — патриотическая песня периода Великой Отечественной войны, ставшая гимном защиты Отечества. Музыка песни сочетает грозную поступь марша и широкую мелодичную распевность. Известна также по первой строчке: «Вставай, страна огромная!»

## История
Через два дня после начала войны, 24 июня 1941 года, одновременно в газетах «Известия» и «Красная звезда» был опубликован текст песни «Священная война» за подписью известного советского поэта и сталинского лауреата В. И. Лебедева-Кумача. Сразу же после публикации композитор А. В. Александров — будущий автор советского гимна — написал к ней музыку. Печатать слова и ноты не было времени, и Александров написал их мелом на доске, а певцы и музыканты переписали их в свои тетради. Ещё день был отведён на репетицию.
26 июня 1941 года на Белорусском вокзале Москвы одна из не выехавших ещё на фронт групп Краснознамённого ансамбля красноармейской песни и пляски СССР впервые исполнила эту песню. По воспоминаниям очевидцев, песню в тот день исполнили пять раз подряд.
В мае 2005 года в память об этом событии на здании вокзала была установлена мемориальная доска.
Однако вплоть до 15 октября 1941 года «Священная война» широко не исполнялась, так как считалось, что она имеет чрезмерно трагичное звучание: в ней пелось не о скорой победе «малой кровью», а о тяжёлой смертной битве. И только с 15 октября 1941 года, когда вермахт захватил уже Калугу, Ржев и Калинин, «Священная война» стала ежедневно звучать по всесоюзному радио — каждое утро после боя кремлёвских курантов.
Песня приобрела массовую популярность на фронтах Великой Отечественной войны и поддерживала высокий боевой дух в войсках, особенно в тяжёлых оборонительных боях. За время войны песня дважды записывалась на грампластинки: в 1941 (Грампласттрест № 11019) и 1942 годах (Грампласттрест № 119 [трёхзначная нумерация 1942—1943 годы]).
В послевоенное время часто исполнялась Краснознамённым ансамблем песни и пляски Советской Армии им. А. В. Александрова и имела широкий успех, как в СССР, так и на зарубежных гастролях.
22 мая 2007 года Ансамблем песни и пляски Российской армии им. А. В. Александрова под бурные аплодисменты песня была исполнена в штаб-квартире НАТО в Брюсселе. В некоторых российских СМИ посчитали, что такой песенный ответ на негативное отношение Запада к России приобрёл неоднозначный смысл.

## Переводы на другие языки
Песня переводилась на другие языки. Автором украинского перевода «Вставай, країно гордая» является Николай Бажан, автором перевода на немецкий «Der Heilige Krieg» — Стефан Хермлин, автором наиболее известного польского перевода — Кшиштоф Грущиньский. Также известна польская версия «Żołnierzu do szeregu stań» без упоминания СССР в тексте и венгерская «Fel, küzdelemre, hős Haza».

## Вопрос авторства стихов и музыки
Композитор: А. Александров

Слова: В. Лебедев-Кумач

1

Вставай, страна огромная,

Вставай на смертный бой

С фашистской силой тёмною,

С проклятою ордой.

Припев:

Пусть ярость благородная

Вскипает, как волна, —

Идёт война народная,

Священная война!

2

Как два различных полюса,

Во всём враждебны мы.

За свет и мир мы боремся,

Они — за царство тьмы.

Припев.
В 1990-е годы, после демонтажа советской партийной цензуры, вопрос об авторстве текста «Священной войны» был поднят в общественных СМИ. Некоторые авторы публикаций утверждали, что действительное авторство принадлежит поэту-любителю, учителю словесности из Рыбинска А. А. Боде (1865—1939), относя время написания песни к Первой мировой войне, а Лебедева-Кумача обвиняя в плагиате (см., напр., публикацию Андрея Мальгина).
После одной из таких публикаций состоялся суд, который признал сведения о плагиате «не соответствующими действительности и порочащими честь, достоинство, деловую репутацию автора песни „Священная война“ В. И. Лебедева-Кумача» и указал, что «автором текста песни „Священная война“ является В. И. Лебедев-Кумач». Есть также публикации о наличии в Российском государственном архиве литературы и искусства черновика песни, написанного рукой В. И. Лебедева-Кумача, с его многочисленными правками, отражающими последовательную работу над созданием текста. Тем не менее, доктор искусствоведения Е. М. Левашёв отстаивает авторство А. А. Боде, выражая сомнение в беспристрастности и обоснованности решения суда.
Также Е. М. Левашёв ставит под сомнение авторство музыки. С помощью историко-стилистического анализа, а также ссылаясь на свидетельства членов семьи Боде, он обосновывает авторство первоначальной мелодии принадлежащим А. А. Боде и отводит А. В. Александрову роль профессионального аранжировщика. В частности, он отмечает, что суд отказал ответчикам в проведении экспертизы. Вместе с тем, косвенным доказательством авторства А. В. Александрова может служить его же «Песня о Климе Ворошилове» (сл. О. Колычева; написана в 1938, записана на пластинку в 1940 г.), в мелодии которой нетрудно услышать прообраз «Священной войны». Эту последнюю параллель в своё время уже подметил известный советский музыковед А. Н. Сохор.
Ещё одну версию истории создания песни выдвинул в 2018—2019 годах украинский кобзарь Тарас Силенко, обнаруживший в музыкальном наследии повстанцев, воевавших на рубеже 1910—1920-х годов с большевиками под знамёнами Украинской народной республики, песню «Восстань, народ мой!» (укр. Повстань, народе мій!), также известную под названием «Вот день войны народной» (укр. Ось день війни народної), мелодия которой практически идентична мелодии Александрова. С началом полномасштабного вторжения России на Украину в 2022 году версия Силенко приобрела новую популярность: в её поддержку, в частности, выступил писатель Юрий Андрухович. По мнению музыковеда и музыкального критика Любови Морозовой, распространение песни на эту мелодию среди украинских повстанцев могло бы объясняться авторством Боде, через жену которого, певицу, песня могла бы «уйти в народ» и полюбиться на Украине в силу близости к традиционным мелодиям, исполняемым на кобзе или колёсной лире, тогда как от композитора Александрова странно было бы ожидать сочинения в размере 3/4, крайне нехарактерном для советских маршей.